# 佐藤友祐
佐藤 友祐（さとう ゆうすけ、1996年6月11日 - ）は、日本の歌手、俳優、モデル。男女混合5人組パフォーマンスグループ・lol-エルオーエル-の元メンバー。エイベックス・マネジメント所属。

## 経歴
北海道札幌市出身。同じ札幌市出身の西島隆弘に憧れ、西島が在籍したアクターズスタジオ北海道本部校でレッスンを受けた。
2013年4月17日、エイベックス創立25周年を記念した大型オーディション「avex audition MAX 2013」でアクター部門グランプリを受賞する。2014年9月、エイベックスの男女5人組パフォーマンスグループ・lol-エルオーエル-の結成に参加した。
2020年3月31日、YouTubeの次世代スター発掘プロジェクト『Camera Test』に出演。同年6月11日、自身初となる写真集『gift』を発売した。
2021年7月16日公開の映画『星空の向こうの国』に出演し、2022年2月16日にはテレビドラマ『liar』に出演する。
2022年4月、『不幸くんはキスするしかない!』でテレビドラマ初主演を飾る。同作をきっかけに新たなファン層を獲得し、SNSのフォロワー数も急増した。
2023年4月30日、ソロとしては初となるOPENREC.tv会員限定イベント『ゆーすけのやりたかったこと。vol.1』を開催する。
同年8月2日、千葉ロッテマリーンズ主催イベント「BLACK SUMMER WEEK 2023」（北海道日本ハムファイターズ対千葉ロッテマリーンズ戦）でlol-エルオーエル-として試合前のライブを行い、個人としても始球式を務めた。なお、北海道日本ハム対千葉ロッテ戦は自分が初めて観戦した試合と同じカードだった。2024年7月19日の「BLACK SUMMER WEEK 2024」にもlol-エルオーエル-として2年連続で出演し、試合前にライブを行ったほか、「ラッキー7」演出にも参加してスタジアムを盛り上げた。イニング間のイベント「'47 DASHMAN RACE」にはメンバーとリレー形式で出場して惜敗を喫している。
2025年1月31日、日本工学院八王子専門学校Presents「HACHI-ON 2025 vol.2」に登壇し、後輩の三浦拓也とともにTikTokに公式アカウントを開設したことを公表した。
アパレルにも活動の場を広げ、2025年1月15日から2月18日にかけては、Labrador Retriever PLUSとのコラボ商品としてTシャツやバケットハットなどを期間限定で受注販売する。同年3月6日にはLHPとのコラボ商品をInstagramのライブ配信で公開し、3月8日・15日・16日に渋谷・名古屋・大阪のそれぞれの店舗で店頭に立った。
6月よりFM新潟にて「ゆうすけ、午後もがんばるってよ。」がスタート。
7月30日にエスコンフィールドHOKKAIDOにてファーストピッチを務めるほか、8月2日,3日に北海道で自身単独イベント開催、8月6日には関西コレクション2025へのゲスト出演がそれぞれ決定している。

## 人物
- アーティスト活動のみならず、俳優やモデルとしてもマルチに活動する。目標とする俳優は小栗旬[1]。
- lol-エルオーエル-メンバーとの仲が良いことで知られる[8][9]。
- 趣味はゲーム、特技はけん玉[10]。lol-エルオーエル-のOPENREC.tvチャンネルをリニューアルして2021年10月に開設された「佐藤友祐チャンネル」では不定期でゲーム実況を配信している[11]。

## 出演

### テレビドラマ
-2014-
- スマホラー劇場「悪魔召喚」（2014年3月31日、BS-TBS） - 臼田和也 役

-2022-
- liar（2022年2月16日 - 4月6日、MBS） - 国見宗一 役
- 不幸くんはキスするしかない!（2022年4月22日 - 6月10日、MBSほか） - 主演・篠宮直哉 役（曽田陵介とのW主演）[12]
- この恋イタすぎました 恋イタドラマ「リア充アピール男」（2022年11月11日、日本テレビ） - こうた 役[13]

-2023-
- あなたは私におとされたい（2023年1月6日 - 2月17日、MBSほか） - 皆木蒼 役[14]
- 結婚予定日（2023年8月4日 - 9月29日、MBS） - 堂本尊 役[15]

-2024-
- 完璧ワイフによる完璧な復讐計画（2024年8月13日 - 10月2日、MBS・TBS） - 柊斗の税理士事務所の同僚社員 役[16]
- 怖れ 第3話（2024年8月30日、CBCテレビ） - 相馬 役[17]
- 科捜研の女 season24 第10話（2024年9月11日、テレビ朝日） - 井手巡査長 役

### WEBドラマ
- 進撃の巨人 ATTACK ON TITAN 反撃の狼煙（2015年、dTV） - シャチ 役
- 嘘喰い -鞍馬蘭子篇/梶隆臣篇-（2022年、dTV）[18]
- トゥルラブ（2025年、FODショートドラマ） -

### 映画
- 一礼して、キス（2017年） - 白石航平 役
- 劇場版 リケ恋〜理系が恋に落ちたので証明してみた。〜（2019年） - 黒崎藤馬 役
- 星空のむこうの国（2021年） - 尾崎誠 役[19]
- Single8（2023年） - カメラ屋店員・寺尾 役

### 舞台
- 私のホストちゃん（2013年10月25日 - 11月4日、青山劇場） - フレッシュボーイ 役
- 熱海殺人事件 LAST GENERATION 46（2019年3月28日 - 31日、COOL JAPAN PARK OSAKA / 2019年4月5日 - 21日、紀伊國屋ホール） - 大山金太郎 役
- SCORE!! 〜Musical High School〜（2021年7月24日 - 25日、明治座）[20]
- サザエさん（2025年6月5日 - 17日、明治座 / 7月5日 - 8日、大阪新歌舞伎座） - 磯野カツオ 役[21]

### バラエティ番組
- 私の年下王子さま Winter Lover（2018年11月3日 - 2019年1月26日、AbemaTV） - スタジオMC
- エイベックス・マネジメント学園「皆でみそを食べてイKOO!」（2019年9月20日 - 10月4日、YouTube） - ナレーション[22]
- オールスター合唱バトル 第7弾（2025年初夏、フジテレビ） - 最強ボーイズ合唱団

### ラジオ
- イマドキッ（2017年5月25日 - 2021年9月29日、MBSラジオ） - 第二部のみ出演[23]
- lol 佐藤友祐のaccess to smile（2018年4月5日 - 2020年9月24日、FM NORTH WAVE）
- VIP GROUP Presents ゆうすけ、午後もがんばるってよ。（2025年6月4日 - 、FM NIIGATA）

### 雑誌
- Popteen（角川春樹事務所）
- Ray（DONUTS / 主婦の友社）
- nicola（新潮社）
- 109‐2 summerカタログ（SHIBUYA109エンタテイメント）
- JUNON（主婦と生活社）
- FINEBOYS（日之出出版）

## 作品

### ソロ曲
| # | 発売日        | タイトル            | 備考                                                   |
| - | ------------- | ------------------- | ------------------------------------------------------ |
| 1 | 2021年3月28日 | sink in to the dark | 「5th ANNIVERSARY LIVE 2020 SPECIAL MUSIC CARD」に収録 |

## 書籍

### 写真集
- lol-エルオーエル- 佐藤友祐 1st 写真集 gift（2020年6月11日、宝島社[24]）[25][26] ISBN 978-4299005328
- 佐藤友祐写真集 Moment（2022年8月30日、KADOKAWA[27]） ISBN 978-4048974578